# 75
El año 75 (LXXV) fue un año común comenzado en domingo del calendario juliano, en vigor en aquella fecha.
En el Imperio romano, era conocido como el Año del cuarto consulado de Vespasiano y Tito (o menos frecuentemente, año 828 Ab urbe condita). La denominación 75 para este año ha sido usado desde principios del período medieval, cuando el Anno Domini se convirtió en el método prevalente en Europa para nombrar a los años.

## Acontecimientos
- Último testimonio de escritura cuneiforme.
- En el Imperio romano, el emperador Vespasiano y su hijo Tito ejercen juntos el consulado por cuarta vez (también en 70, 72 y 74), siendo el sexto consulado del emperador y el cuarto de su hijo.

## Nacimientos
- Suetonio, historiador romano (fecha aproximada).

## Fallecimientos
- Ming de Han, emperador chino.